# Dreifaltigkeitskirche (Rogatica)

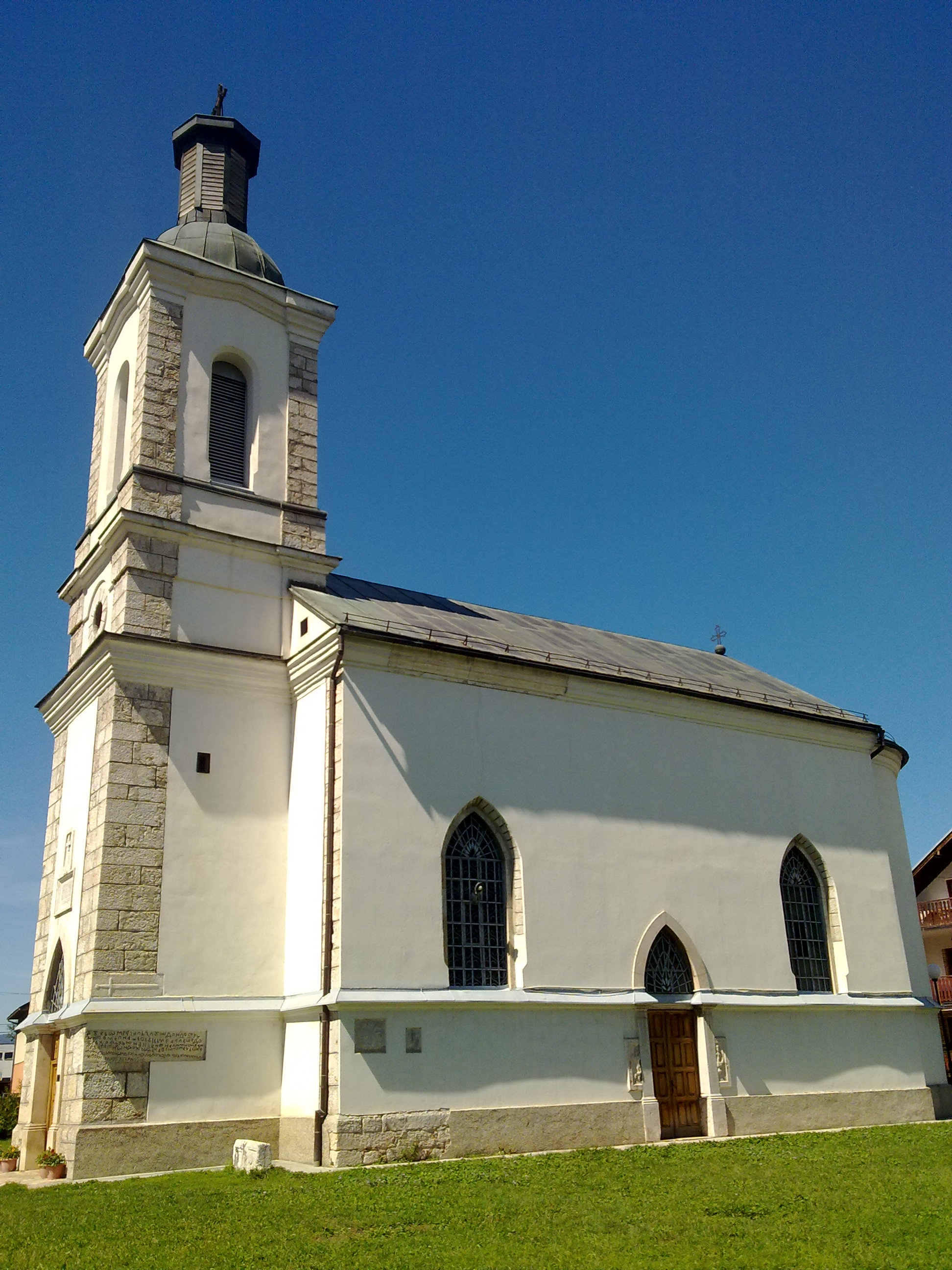
Die Serbisch-orthodoxe Dreifaltigkeitskirche von Rogatica

Die Dreifaltigkeitskirche (serbisch: Црква Свете Тројице, Crkva Svete Trojice) in der Stadt Rogatica ist eine serbisch-orthodoxe Kirche in Bosnien und Herzegowina.
Sie wurde von 1883 bis 1886 erbaut und ist der Heiligen Dreifaltigkeit geweiht. Die Kirche ist die Pfarrkirche der Kirchengemeinde und Pfarrei Rogatica im Dekanat Goražde-Višegrad der Metropolie Dabrobosnien der Serbisch-orthodoxen Kirche.

## Lage

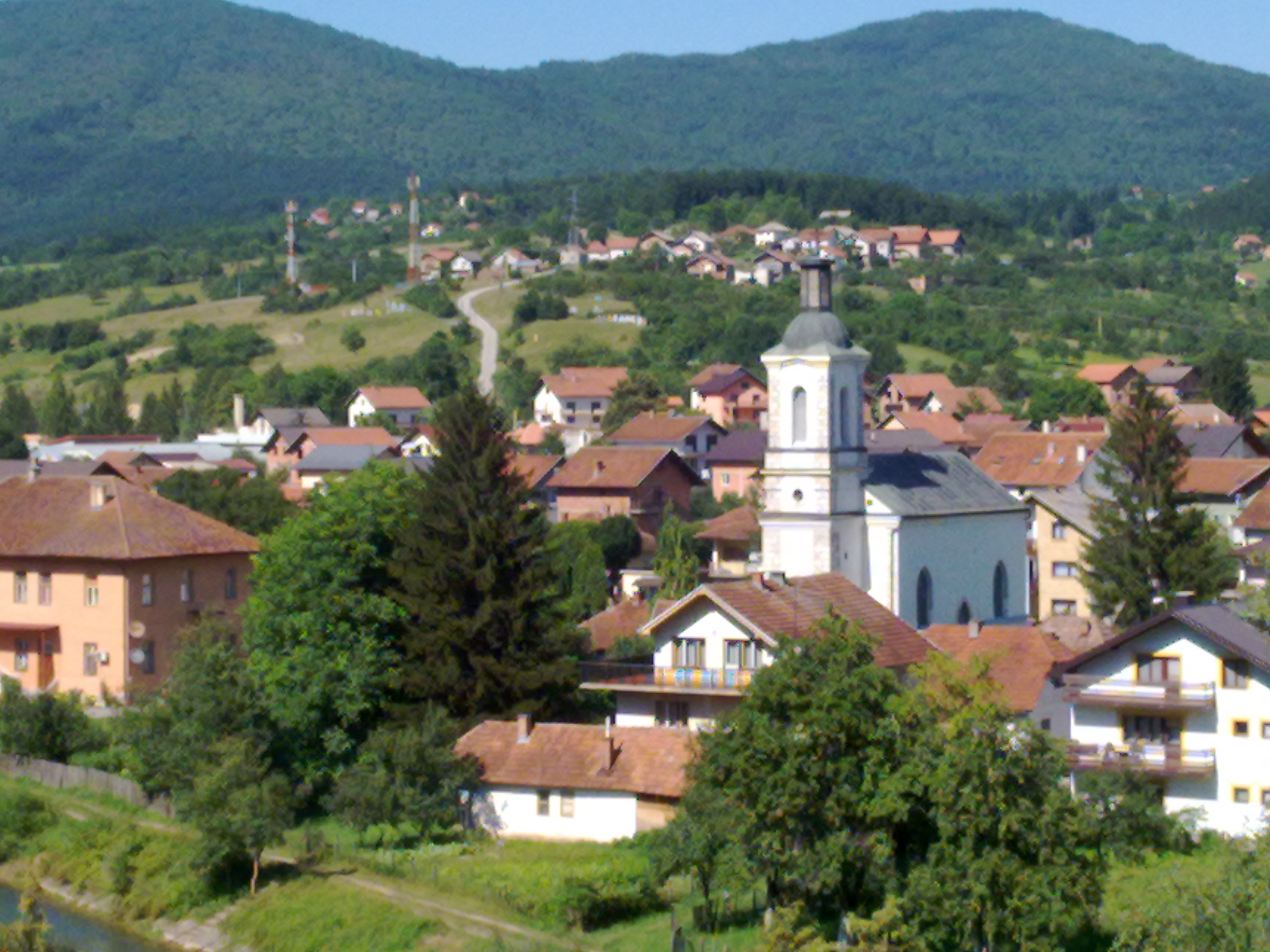
Die Kirche mit naher Umgebung

Die Kirche befindet sich im südlichen Zentrum der ostbosnischen Stadt Rogatica. Die Dreifaltigkeitskirche liegt an der Kreuzung der Straßen Radomira Neškovića und Vese Radkovića nahe dem Ufer des Flusses Rakitnica, einem Nebenfluss der Prača, auf einer Höhe um die 525 m. i. J.
Bei der Kirche befindet sich ein Denkmal für die serbischen Soldaten, die im Ersten Weltkrieg bei der Schlacht am Hügel Vitanj bei Glasnic starben.

## Geschichte
Der Bau der Dreifaltigkeitskirche in Rogatica begann 1883. Fertiggestellt wurde die Kirche am Tag der Verklärung Christi im Jahre 1886. Ktitor der Kirche war Mićo Kojić, ein Händler aus Rogatica, der zusammen mit seinen Brüdern die Kirche stiftete. Ebenfalls Finanzgeber zum Bau der Kirche war Kaiser Franz Joseph. Die Kirche wurde aus Stein im Stil der Gotik erbaut. Die Ikonostase wurde vom Maler Anastas Bocarić hergestellt. Am Feiertag der Hl. Ehrwürdigen Mutter Paraskeva 1887 wurde die Kirche eingeweiht.

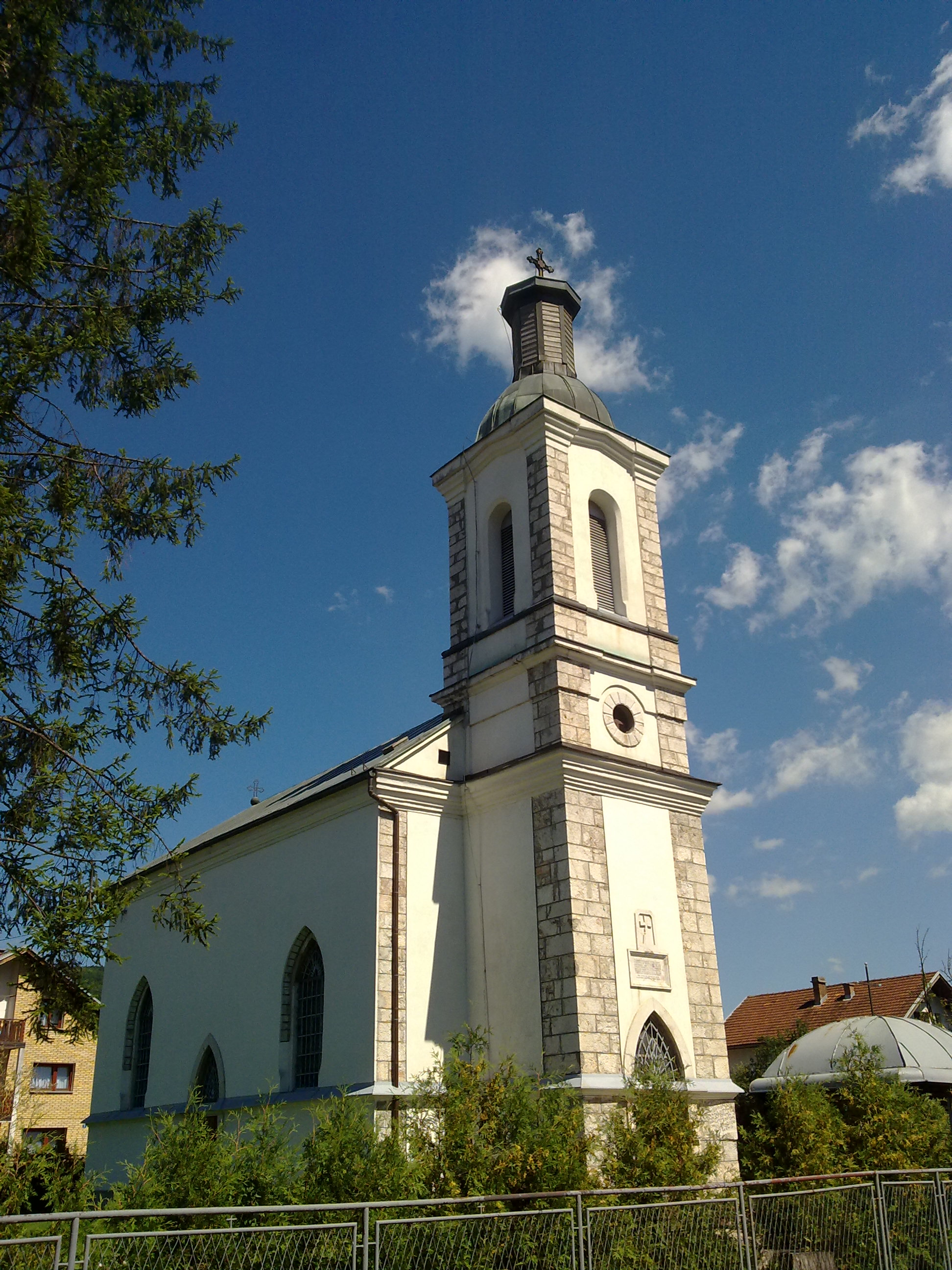
Der Kirchturm der Kirche

Im Zweiten Weltkrieg wurde die Kirche durch die deutsche Wehrmacht schwer zerstört. Aus der Kirche wurde alles Wertvolle entwendet, selbst die Ikonostase. Nach dem Krieg wurde die Kirche wieder aufgebaut. Die heutige Ikonostase wurde vom Tischler und Schnitzer Simo Stanišić aus dem Dorf Bukrići bei Rogatica hergestellt. Simo Stanišić hatte sich das Handwerk des Ikonostasenbaus selbst beigebracht. Die Ikonen wurden vom renommierten Maler Nikodim Brkić aus Belgrad gemalt. In den 1970er und 1980er Jahren wurde die Kirche komplett innen sowie außen renoviert. Die zweite Kirchenweihe der Dreifaltigkeitskirche führten der Metropolit Dabrobosanski Vladislav, Metropolit Jovan von Zagreb und Ljubljana, der Bischof von Raška-Prizren sowie der serbische Patriarch von 1990 bis zum Todesjahr 2009, Pavle, im Jahre 1986 aus. Gleichzeitig fand auch das hundertjährige Jubiläum der Kirche 1986 statt. Im Herbst 1997 wurde die Kirche innen mit Fresken bemalt und es wurde ein byzantinischer Halter für Kerzen in die Kirche eingebaut. Diese kleine Einweihung wurde vom Metropoliten Nikolaj aus Sarajevo durchgeführt. 1999 wurde eine Heizung in die Kirche eingebaut.

## Priester der Kirche (Priester der Pfarrei von Rogatica)
Die Priester der Kirche und Vorsteher der Pfarrei von Rogatica sind historisch geordnet: Đoko Kosorić, Miladin Popadić, Atansije Kosorić, Relja Spajić, Savo Ristić, Dragoljub Janković, Milivoje Mandić von 1946 bis 1971, Slobodan Lubarda, der von 1971 bis 1973 sein Amt führte, Milorad Novaković von 1973 bis 1995 sowie seit 1995 Gvozden Arambašić.